# Paul Lukas
Paul Lukas (26 de maig de 1895, Budapest, Imperi Austrohongarès – 15 d'agost de 1971, Tànger, Marroc) va ser un actor estatunidenc d'origen austrohongarès.

## Biografia
Lukas va néixer a Budapest, el 1895, amb el nom de Pál Lukács. El 1927, es va traslladar a Hollywood —després d'una carrera cinematogràfica i teatral reeixida a Hongria, Alemanya i Àustria —on va treballar amb Max Reinhardt. Va dur a terme el seu debut teatral a Budapest el 1916; i el seu debut cinematogràfic, el 1917. Inicialment, interpretava Casanovas, però amb el temps va ser encasellat en papers de dolent. El 1933 va adquirir la nacionalitat nord-americana? Lukas va ser bastant actiu durant els anys 1930, i va aparèixer en pel·lícules com The Lady Vanishes d'Alfred Hitchcock, la comèdia Ladies in Love i el drama Dodsworth.
No obstant això, el seu paper més important el va tenir el 1943, quan va actuar a Watch on the Rhine. Per aquesta actuació va guanyar un Oscar i un Globus d'Or. També és conegut per la seva personificació del professor Arronax en la pel·lícula de 1954 Vint mil llegües de viatge submarí.
Durant els anys 1940, Lukas va ser un membre de la Motion Picture Alliance for the Preservation of American Ideals, un lobby que s'oposava a qualsevol influència comunista a Hollywood.
Durant els últims anys de la seva carrera, va actuar tant en cinema, com en teatre i televisió. Va morir a Tànger (Marroc).

## Filmografia
- Samson and Delilah (1922)
- Behind the Make-Up (1930)
- The Benson Murder Case (1930)
- The Devil's Holiday (1930)
- Grumpy (1930)
- City Streets (1931)
- Strictly Dishonorable (1931)
- Downstairs (1932)
- Rockabye (1932)
- The Kiss Before the Mirror (1933)
- Secret of the Blue Room (1933)
- Captured! (1933)
- Donetes (Little Women) (1933)
- The Casino Murder Case (1935)
- Els tres mosqueters (The Three Musketeers) (1935)
- I Found Stella Parish (1935)
- Desengany (Dodsworth) (1936)
- Ladies in Love (1936)
- Brief Ecstasy (1937)
- Dinner at the Ritz (1937)
- Alarma a l'exprés (The Lady Vanishes) (1938)
- Confessions of a Nazi Spy (1939)
- Captain Fury (1939)
- Strange Cargo (1940)
- The Ghost Breakers (1940)
- The Monster and the Girl (1941)
- Watch on the Rhine (1943)
- Uncertain Glory (1944)
- Address Unknown (1944)
- Experiment perillós (Experiment Perilous) (1944)
- Deadline at Dawn (1946)
- Whispering City (1947)
- Berlín Express (Berlin Express) (1948)
- Kim (1950)
- 20,000 Leagues Under the Sea (1954)
- The Roots of Heaven (1958)
- Els quatre genets de l'apocalipsi (Four Horsemen of the Apocalypse) (1962)
- Tendra és la nit (Tender Is the Night) (1962)
- 55 dies a Pequín (55 Days at Peking): Dr. Steinfeldt (1963)
- Fun in Acapulco (1963)
- Lord Jim (1965)
- Sol Madrid (1968)
- The Challenge (1970)

## Premis i nominacions

### Premis
- 1944: Oscar al millor actor pel paper de Kurt Muller en Watch on the Rhine d'Herman Shumlin.
- 1944: Globus d'Or al millor actor per Watch on the Rhine.